# 키엔 콕 중학
키엔 콕 중학(중국어: 沙巴建国中学)은 말레이시아 사바주 코타키나발루에 위치한 사립 중학교이다. 말레이어 이름인 Sekolah Menengah Kian Kok이나 영어 이름인 Kian Kok Middle School로도 알려져 있다. 사바충칭중학교와 더불어 코타키나발루의 대표적인 사립 중화 학교이며, 사바충칭중학교에 비해 수준은 낮지만 그래도 다른 학교들에 비해서는 월등히 높은 수준을 자랑한다. 현 교장은 폴 부(Paul Voo)이다. 다른 말레이시아의 학교들처럼 PT3, SPM을 치르며, 중화 자율형 사립 중학교로써 UEC라는 시험도 치른다. '키엔콕'은 중국어로 '건국'을 의미한다.

## 역사
1963년 초 코타키나발루에서 공립 중학교 입시 시험에서 낙제한 학생들의 협조를 목표로 설립되었다. 동년 6월 1일 코타키나발루의 객가인 협회가 이 학교에 기부 캠페인을 열어, 각 학생들이 이사장에게 10,000링깃을 기부했다. 9개월 내에 총 금액은 30만 링깃에 달했다.
설립 당시 학생 수는 고작 60명이었고, 학급 수도 2개에 불과했다. 그러나 학생들은 이 임시 캠퍼스 안에서 학교의 발전을 위해 잠시나마 공부에 열중했다. 그 후 1965년 1월 학교 건물이 정식으로 정해졌다. 당시 366명의 중학교 하급 학생들이 입학했으며, 중학교 상급 시기가 되자 투아란로의 영구 캠퍼스로 옮겼다.
1966년 첫 중학교 상급 교실이 생겼다. 1968년 중학교 하급 교실 11개와 상급 교실 4개로 하여 학교가 완성되었다. 이는 당시 말레이시아 중학교들의 일반적인 규모로 간주되었다.

## 교향악단
코타키나발루키엔콕중학교는 사바에서 교향악단을 두고 있는 유일한 학교이다. 2004년에 생겼으며, 학교 콘서트 밴드와 현악합주단으로 구성되어 있다. 또한 중국 오케스트라도 있다.